# Fazenda Conceição do Rosário
A Fazenda Conceição do Rosário foi uma cafeeira do século XIX, localizada no município de Paraíba do Sul, resultante do desmembramento da Fazenda Boa Vista.

## História
Os primórdios da fazenda Conceição do Rosário remonta ao desmembramento de outra grande fazenda, a Fazenda Boa Vista.
A Fazenda Boa Vista foi adquirida pelo Capitão Manuel Joaquim de Azevedo e já possuía um grandioso engenho de açúcar. Ao falecer, sua filha Carolina herda a fazenda e ao casar-se com João Ribeiro de Avelar(barão e depois Visconde de Paraíba), este vai residir na fazenda e constrói a atual sede em 1834, desenvolvendo grandes lavouras de café e outras culturas.
Em 1879, com o seu falecimento, as propriedades são divididas para seus cinco filhos. Por volta de 1880, por herança, a fazenda Conceição do Rosário foi fundada e edificada, por sua filha, D.Carolina Rosa Ribeiro de Avellar casada com seu primo-irmão Major Luis Carlos Maximiano da Silva. Consta que o casal faleceu no mesmo dia e logo depois, seu único filho também, extinguindo este ramo da família. Em virtude disso, a fazenda foi adquirida pelo Dr. Francisco Quirino da Rocha Werneck, que a anexou às fazendas Feliz Consórcio (atual São Geraldo) e de Santa Maria Madalena.
Dr. Francisco Quirino da Rocha Werneck era filho do proprietário da Fazenda Glória do Mundo, neto do Barão de Palmeiras.
Com o seu falecimento em 1911, a fazenda ficou para seu filho, Lourenço da Rocha Werneck que por volta de 1924, a vendeu em pleno apogeu.

## Arquitetura
A planta da casa sede possui formato da letra "H", com porão habitável que mantém vãos retangulares para ventilação protegidos por gradis em ferro.
Na parte central da fachada principal, escadaria laterais dão acesso ao pavimento nobre.
O pavimento nobre possui janelas em venezianas, com esquadrias de madeira e vidro. O telhado possui beirais com lambrequins. Como característica atípica, debaixo da escada principal tem um arco recuado ocupado por uma estátua feminina greco-romana em mármore, com cesto na cabeça.
A fundação é constituída de pedra, terra, cal e areia e as paredes de vedação são em tijolos maciços, originais da época da construção. Possui piso de madeira e os banheiros são de reforma posterior quando a casa foi utilizada para funcionalidade de hospedagem.